# Final Girl
Final Girl é um filme de ação, suspense e terror estadunidense de 2015 dirigido por Tyler Shields em sua estréia na direção, escrito por Adam Prince, baseado na história de Stephen Scarlata, Alejandro Seri e Johnny Silver. É estrelado por Abigail Breslin, Alexander Ludwig e Wes Bentley. Breslin interpreta uma jovem que é treinada desde a infância para derrotar um grupo de garotos do ensino médio que caçam e matam suas colegas de classe. O Cinedigm deu um lançamento limitado nos cinemas e por meio de vídeo sob demanda em 14 de agosto de 2015.

## Sinopse
Veronica, de cinco anos, encontra-se com um homem chamado William depois que seus pais morreram. Ele se oferece para recebê-la e treiná-la para um trabalho que é apenas para pessoas "especiais", explicando que sua esposa e filho foram mortos por "um homem muito mau". Ela aceita.
Doze anos depois, Verônica se prepara para terminar o treinamento. William injeta nela uma combinação de soro da verdade e DMT, uma droga alucinógena, para confrontar seu maior medo, para que ela possa entender o que suas vítimas estarão experimentando. Apesar de se acreditar destemida, Verônica enfrenta seu maior medo: falhar em sua missão.
Quatro garotos de dezessete anos chamados Jameson, Daniel, Nelson e Shane se encontram em um restaurante. Jameson escolhe mulheres para o grupo caçar e matar; sua última presa é uma garota chamada Gwen. Os meninos a levam para a floresta, onde a matam. Em uma missão de reconhecimento, Veronica conhece a namorada de Shane, Jennifer, no restaurante. Eles se unem por causa de seus problemas com garotos, revelando os sentimentos românticos de Verônica por William, apesar da diferença de idade e de sua consciência de que ele não está emocionalmente disponível. Jennifer diz a ela que os meninos estão prestes a desmoronar. Em seguida, usando-se como isca, Veronica encontra Jameson na lanchonete e aceita um encontro. Os meninos a pegam na lanchonete e a levam para a floresta, onde jogam a verdade ou o desafio. Oferecendo um cantil de uísque de sua bolsa para os meninos, ela engana todos, exceto Jameson, para que bebam o alucinógeno. Ela desenha o desafio 'Die' e implora para ir para casa. Jameson dá a ela cinco minutos para correr, mas os meninos não esperam e vão atrás dela imediatamente.
Conforme as drogas fazem efeito, Daniel alucina duas cabeças de panda em ternos vindo atrás dele; na verdade é Verônica, que o mata com seu próprio machado. Em seguida, Veronica vai atrás de Nelson, que vê um grupo de bandidos sem rosto o cercando. Sua mãe aparece e eles se beijam profundamente antes que ele morra enquanto Verônica esmaga sua cabeça com uma pedra. O pior medo de Shane é sua namorada traindo-o com Jameson e descobrindo sua verdadeira natureza; Verônica o mata também.
Jameson descobre os corpos de seus amigos e fica intrigado. Ele fica cara a cara com Verônica e propõe um jogo de perguntas que o outro deve responder com sinceridade. Jameson diz que matou 21 mulheres, contando com ela. Quando Veronica revela que gostou de matar seus amigos, ele propõe que trabalhem juntos, mas ela recusa. Eles lutam até que ele desmaie de um estrangulamento que William ensinou a Verônica antes. Ela o obriga a beber álcool e, quando ele acorda, se vê de pé no toco de uma árvore com uma corda em volta do pescoço. Ele jura que nunca mais vai matar, mas Verônica não acredita nele. Conforme as drogas fazem efeito, suas vítimas, incluindo Gwen, saem das árvores e se movem em direção a ele. Em seu terror, Jameson desce do toco de árvore e se enforca. William aparece e parabeniza Veronica, e vão ao restaurante comer panquecas.

## Elenco
- Abigail Breslin como Veronica
  - Gracyn Shinyei como jovem Veronica
- Alexander Ludwig como Jameson, The Mastermind
- Wes Bentley como William
- Cameron Bright como Shane
- Reece Thompson como Nelson
- Francesca Eastwood como Gwen Thomas
- Logan Huffman como Daniel
- Emma Paetz como Jennifer
- Desiree Zurowski como a mãe de Nelson

## Produção

### Desenvolvimento
Em 29 de novembro de 2011, a Variety anunciou que o fotógrafo Tyler Shields fará sua estreia na direção com Final Girl, que será produzido pela Prospect Park.

### Elenco
Em 21 de maio de 2012, Abigail Breslin se juntou ao elenco do filme como atriz principal. Mais tarde, em outubro de 2012, Alexander Ludwig também se juntou ao elenco. Naquele mesmo mês, Wes Bentley entrou em uma função não especificada. Outros atores que mais tarde se juntaram ao elenco incluem Logan Huffman, Cameron Bright e Francesca Eastwood.

### Filmagens
As filmagens começaram em novembro de 2012 em Vancouver, Colúmbia Britânica, Canadá.

## Lançamento
O filme foi lançado nos Estados Unidos em 14 de agosto de 2015, em versão limitada e por meio de vídeo sob demanda. O filme foi lançado no Reino Unido por meio de vídeo sob demanda em 31 de agosto de 2015. 

## Recepção
No Rotten Tomatoes o filme tem uma taxa de aprovação de 31% com base nas críticas de 13 críticos, com uma média de 4.1/10.
Justin Chang, da Variety, escreveu: "Este thriller irregular e subscrito quase poderia passar por uma crítica de qualquer número de antepassados do gênero em que a mera presença de uma vingadora mulher quente e chutadora de traseiro parece ser subversiva" e "...a a ação de soco subsequente parece cansativamente repetitiva e previsível, apesar dos flashes regulares de inspiração visual".
Joe Neumaier do New York Daily News deu 0 em 5 e escreveu: "Breslin, cujo currículo recente não correspondeu à sua indicação ao Oscar por Little Miss Sunshine, precisa encontrar algo digno de seus talentos. Uma indicada ao Oscar deveria nem mesmo assistir Final Girl, muito menos estrelar nele."